# آپوی
آپوی (به پرتغالی: Apuí) یک منطقهٔ مسکونی در برزیل است که در آمازوناس (برزیل) واقع شده‌است. آپوی ۲۲٬۳۵۹ نفر جمعیت دارد.